# Qinghai
| Tibetische Bezeichnung                        |
| --------------------------------------------- |
| Tibetische Schrift: མཚོ་སྔོན་ཞིང་ཆེན               |
| Wylie-Transliteration: mtsho sngon zhing chen |
| Chinesische Bezeichnung                       |
| Vereinfacht: 青海省                           |
| Pinyin:Qīnghǎi Shěng                          |

Qinghai, veraltet nach Unger Tsinghai (chinesisch 青海, Pinyin Qīnghǎi – „Türkisblaues Meer“, tibetisch མཚོ་སྔོན་ཞིང་ཆེན Wylie mtsho sngon zhing chen) ist eine Provinz der Volksrepublik China im Nordosten des tibetischen Hochlandes. Sein Territorium ist flächenmäßig das größte aller chinesischen Provinzen, sofern von man von den beiden autonomen Gebieten Tibet und Xinjiang absieht.

## Geographie und Klima
Die Provinz erhielt ihren Namen vom etwa 4500 km² großen Qinghai-See, dem größten Salzsee Chinas. Der größte Teil der Provinz gehört zum Tibet-Qinghai-Plateau oder Hochland von Tibet. Über die Hälfte des Landes liegt auf einer Höhe von 4000 bis 5000 Metern. Nach Nordosten hin fällt die Höhe auf unter 2000 Meter ab. Die Provinz wird durch mehrere Gebirgsketten begrenzt bzw. untergliedert. Im Süden bildet der Tangulashan oder Danglaishan eine natürliche Grenze zum Autonomen Gebiet Tibet. Durch die Mitte der Provinz verläuft in West-Ost-Richtung der Gebirgszug des Kunlun-Gebirges mit dessen östlicher Fortsetzung, dem Burhan Budai Shan, das die Südgrenze des Qaidam-Beckens, einer trockenen Hochgebirgssenke aus Wüste und Salzsümpfen, markiert. Die Grenze zu Xinjiang wird im Nordwesten durch das Altun-Gebirge gebildet, das gleichzeitig das Qaidam-Becken nach Nordwesten begrenzt. Entlang der nordöstlichen Grenze zur Provinz Gansu verläuft der Gebirgszug des Qilianshan.
Mit dem Gelben Fluss, dem Jangtsekiang (hier Tongtian He) und dem Mekong (hier Za Qu oder Lancang Jiang) entspringen drei der größten Ströme Asiens im Gebiet von Qinghai. Die Flusstäler bilden das wichtigste Ackerbaugebiet und hier konzentriert sich die Bevölkerung. Große Seen sind außer dem Qinghai-See der Gyaring-See und Ngoring-See im Quellgebiet des Gelben Flusses, der Hala-See im nördlichen Qilianshan, der Donggi Cona, sowie zahlreiche Salzseen im östlichen Teil der Provinz.
Qinghai weist ein kontinentales, trockenkaltes Klima mit langen Wintern und kurzen Sommern auf. Die Sonnenscheindauer ist lang, und die Temperaturunterschiede zwischen Tag und Nacht sind erheblich. Die durchschnittliche Jahrestemperatur auf dem südlichen Qinghai-Plateau und im Qilian-Gebirge liegt zwischen 0 und −8 °C, d. h. hier herrscht praktisch Dauerfrost. In den anderen Gebieten liegen die Jahresmitteltemperaturen zwischen 0 und +8 °C und es gibt zwischen 30 und 90 frostfreie Tage im Jahr. Der mittlere Jahresniederschlag liegt in den östlichen Talgebieten bei etwa 700 Millimeter. Im Qaidam-Becken ist es sehr trocken mit einem Jahresniederschlag von teilweise weniger als 50 Millimetern.

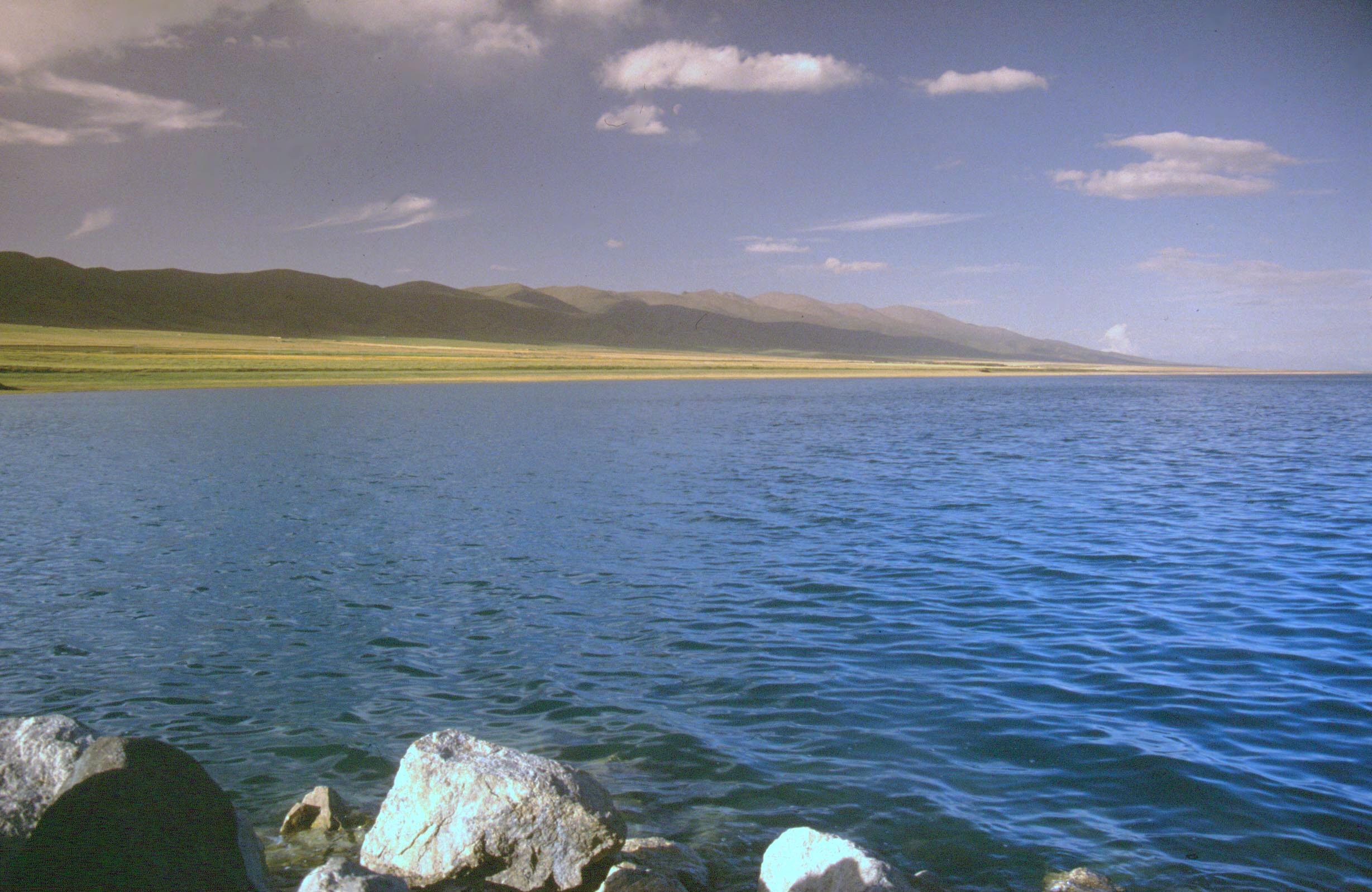
Qinghai-See
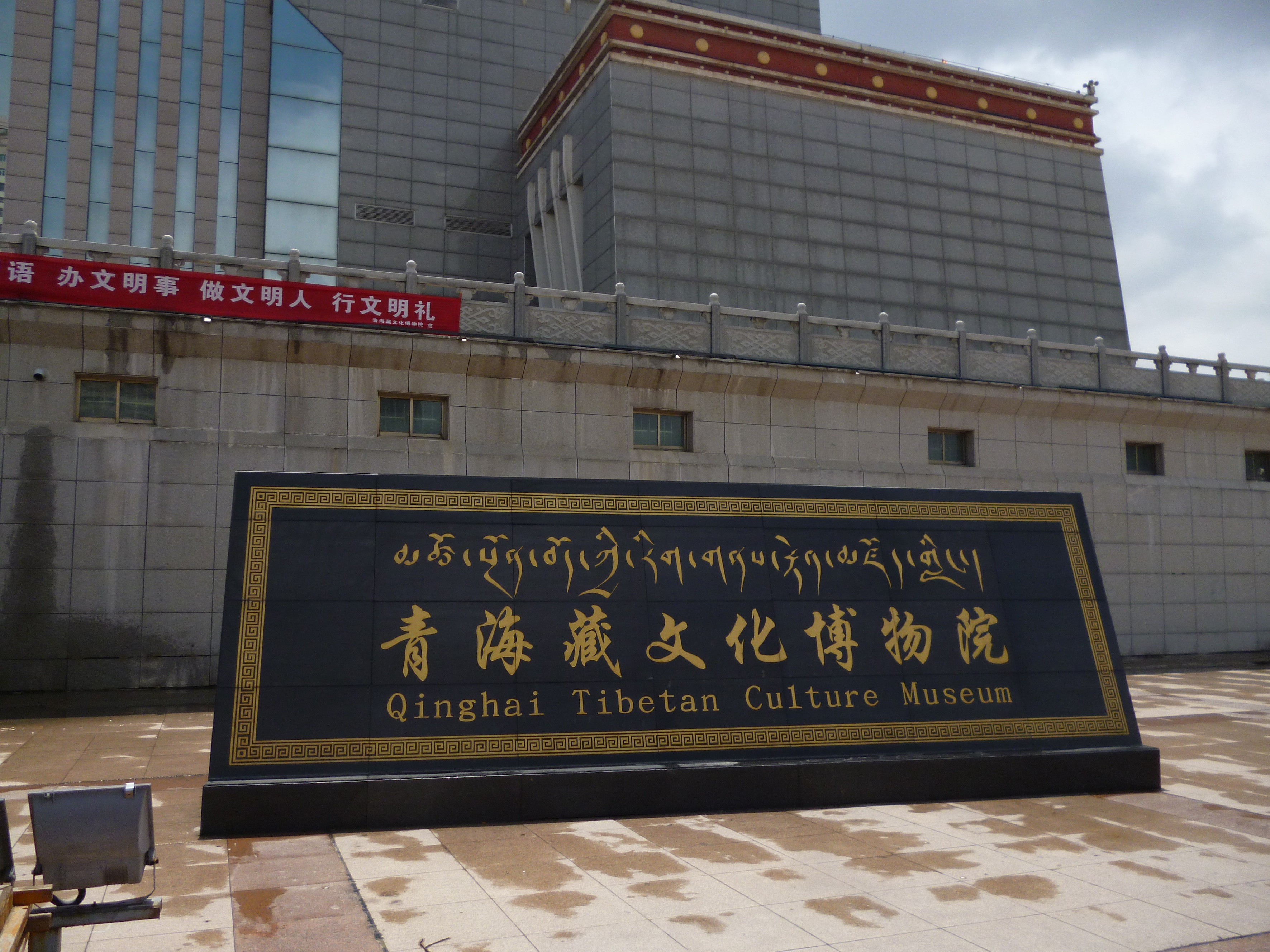
Qinghai-Museum für tibetische Kultur in Xining
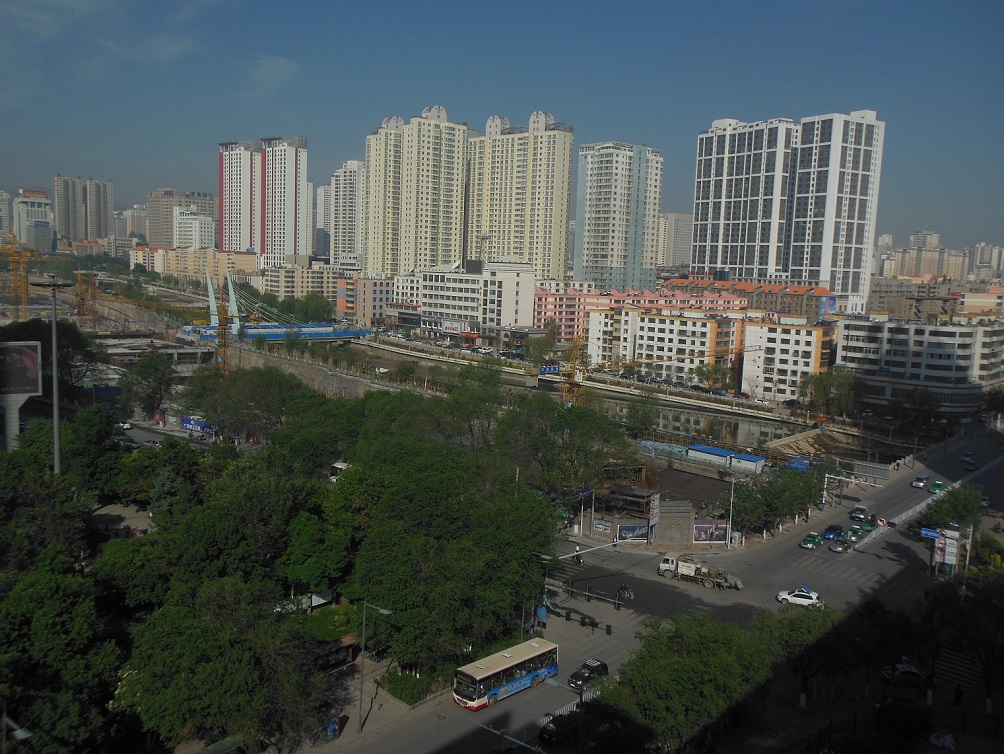
Stadtzentrum von Xining (2015)

## Geschichte
Es gab seit dem Ende des großtibetischen Reiches, dem mit den Tsenpos (btsan po) ein Kaiser-gleicher Herrscher vorstand, kein auf dem ganzen tibetischen Hochland geeintes Tibet mehr. Insbesondere Osttibet bestand aus einer Vielzahl kleiner und mittelgroßer Reiche und Gebiete, die teilweise der Lhasa-Regierung der späteren Dalai Lamas, teilweise chinesischen Provinzen unterstanden und teilweise in hohem Maße eigenständig waren. Seit etwa 1727 wurden der als Kukunor-Territorium bezeichnete Norden Khams und der größte Teil Amdos von Xining aus verwaltet, einer Stadt, die bis ins frühe 20. Jahrhundert der Provinz Gansu untergeordnet war.
Aus diesem Verwaltungsraum ging 1928 die heutige Provinz Qinghai hervor, deren Großteil von 1912 bis 1949 aber weiterhin von aus Gansu stammenden muslimisch-chinesischen Hui-Gouverneuren und Warlords (Xibei San Ma) statt von der Regierung der chinesischen Republik oder der tibetischen Regierung in Lhasa beherrscht wurde.
Schon 1781–84 hatten sich die Hui-Muslime gegen die chinesische Zentralregierung erhoben, 1807 kam es zu einem Aufstand der tibetischen Stämme. Zuletzt wurde in der Region im Oktober 1993 eine muslimische Erhebung von den Behörden unterdrückt. Im Jahr 2008 griffen tibetische Unruhen kurzzeitig auch auf Qinghai über.
Am 14. April 2010 wurde die Region von einem Erdbeben der Stärke 7,1 erschüttert, bei dem mindestens 400 Menschen getötet, 8000 verletzt und weit mehr obdachlos wurden.

## Verwaltungsgliederung
Die Provinz Qinghai war administrativ auf Bezirksebene im Jahr 2020 in zwei bezirksfreie Städte und sechs autonome Bezirke eingeteilt. Auf Kreisebene bestanden 44 Verwaltungseinheiten: sieben Stadtbezirke, fünf kreisfreie Städte, 25 Kreise und sieben autonome Kreise. Auf Gemeindeebene waren es 403 Verwaltungseinheiten: 37 Straßenviertel, 144 Großgemeinden, 194 Gemeinden, 28 Nationalitätengemeinden.
Die Autonomen Bezirke erstrecken sich über 98,9 % der Fläche und beherbergen 3,5 Millionen Einwohner (59,1 %). Gut 96 % der Fläche bzw. 55 % der Bevölkerung Qinghais sind Teil von tibetischen Autonomiegebieten. Der größte Autonome Bezirk Haixi wird jedoch zusammen mit der dort auch ansässigen mongolischen Minderheit verwaltet. Knapp ein Drittel der Bevölkerung lebt in von den Hui verwalteten Kreisen. Den Einwohnerzahlen liegt der Zensus 2020 zugrunde.
| Bezirksebene (Einwohnerzahl 2020) | Kreisebene                           | Kreisebene               | Kreisebene                                | Kreisebene         | Kreisebene                     |
| Bezirksebene (Einwohnerzahl 2020) | Name                                 | Tibetisch                | Wylie                                     | Kurzzeichen        | Pinyin                         |
| --- | ------------------------------------ | ------------------------ | ----------------------------------------- | ------------------ | ------------------------------ |
| Stadt Xining ཟི་ལིང་ཁྱེར་ zi ling khyer 西宁市 Xīníng Shì 7.424 km² 2.467.965 Einwohner | Stadtbezirk Chengzhong               |                          |                                           | 城中区             | Chéngzhōng Qū                  |
| Stadt Xining ཟི་ལིང་ཁྱེར་ zi ling khyer 西宁市 Xīníng Shì 7.424 km² 2.467.965 Einwohner | Stadtbezirk Chengdong                |                          |                                           | 城东区             | Chéngdōng Qū                   |
| Stadt Xining ཟི་ལིང་ཁྱེར་ zi ling khyer 西宁市 Xīníng Shì 7.424 km² 2.467.965 Einwohner | Stadtbezirk Chengxi                  |                          |                                           | 城西区             | Chéngxī Qū                     |
| Stadt Xining ཟི་ལིང་ཁྱེར་ zi ling khyer 西宁市 Xīníng Shì 7.424 km² 2.467.965 Einwohner | Stadtbezirk Chengbei                 |                          |                                           | 城北区             | Chéngběi Qū                    |
| Stadt Xining ཟི་ལིང་ཁྱེར་ zi ling khyer 西宁市 Xīníng Shì 7.424 km² 2.467.965 Einwohner | Kreis Huangyuan                      | སྟོང་སྐོར་རྫོང།                | stong skor rdzong                         | 湟源县             | Huángyuán Xiàn                 |
| Stadt Xining ཟི་ལིང་ཁྱེར་ zi ling khyer 西宁市 Xīníng Shì 7.424 km² 2.467.965 Einwohner | Kreis Huangzhong                     | རུ་ཤར་རྫོང།                 | ru shar rdzong                            | 湟中县             | Huángzhōng Xiàn                |
| Stadt Xining ཟི་ལིང་ཁྱེར་ zi ling khyer 西宁市 Xīníng Shì 7.424 km² 2.467.965 Einwohner | Autonomer Kreis Datong der Hui       | གསེར་ཁོག།                  | gser khog                                 | 大通回族土族自治县 | Dàtōng Huízú Tǔzú Zìzhìxiàn    |
| Stadt Haidong མཚོ་ཤར་ས་ཁུལ། mtsho shar sa khul 海东市 Hǎidōng Shì 13.044 km² 1.358.471 Einwohner | Stadtbezirk Ledu (Zhocang)           | གྲོ་ཚང་རྫོང།                 | gro tshang rdzong                         | 乐都区             | Lèdū Qū                        |
| Stadt Haidong མཚོ་ཤར་ས་ཁུལ། mtsho shar sa khul 海东市 Hǎidōng Shì 13.044 km² 1.358.471 Einwohner | Stadtbezirk Ping’an                  |                          |                                           | 平安区             | Píng’ān Qū                     |
| Stadt Haidong མཚོ་ཤར་ས་ཁུལ། mtsho shar sa khul 海东市 Hǎidōng Shì 13.044 km² 1.358.471 Einwohner | Autonomer Kreis Minhe der Hui und Tu | བཀའ་མ་ལོག།                | bka' ma log                               | 民和回族土族自治县 | Mínhé Huízú Tǔzú Zìzhìxiàn     |
| Stadt Haidong མཚོ་ཤར་ས་ཁུལ། mtsho shar sa khul 海东市 Hǎidōng Shì 13.044 km² 1.358.471 Einwohner | Autonomer Kreis Huzhu der Tu         | དགོན་ལུང།                  | dgon lung                                 | 互助土族自治县     | Hùzhù Tǔzú Zìzhìxiàn           |
| Stadt Haidong མཚོ་ཤར་ས་ཁུལ། mtsho shar sa khul 海东市 Hǎidōng Shì 13.044 km² 1.358.471 Einwohner | Autonomer Kreis Hualong der Hui      | བ་ཡན།                    | ba yan                                    | 化隆回族自治县     | Huàlóng Huízú Zìzhìxiàn        |
| Stadt Haidong མཚོ་ཤར་ས་ཁུལ། mtsho shar sa khul 海东市 Hǎidōng Shì 13.044 km² 1.358.471 Einwohner | Autonomer Kreis Xunhua der Salar     | ཡ་རྫི།                     | ya rdzi                                   | 循化撒拉族自治县   | Xúnhuà Sālāzú Zìzhìxiàn        |
| Autonomer Bezirk Haibei der Tibeter མཚོ་བྱང་བོད་རིགས་རང་སྐྱོང་ཁུལ། mtsho byang bod rigs rang skyong khul 海北藏族自治州 Hǎiběi Zàngzú zìzhìzhōu 33.350 km² 265.322 Einwohner                                                 | Kreis Haiyan                         | མདའ་བཞི་རྫོང།               | mda’ bzhi rdzong                          | 海晏县             | Hǎiyàn Xiàn                    |
| Autonomer Bezirk Haibei der Tibeter མཚོ་བྱང་བོད་རིགས་རང་སྐྱོང་ཁུལ། mtsho byang bod rigs rang skyong khul 海北藏族自治州 Hǎiběi Zàngzú zìzhìzhōu 33.350 km² 265.322 Einwohner                                                 | Kreis Qilian                         | ཆི་ལེན་རྫོང།                 | chi len rdzong                            | 祁连县             | Qílián Xiàn                    |
| Autonomer Bezirk Haibei der Tibeter མཚོ་བྱང་བོད་རིགས་རང་སྐྱོང་ཁུལ། mtsho byang bod rigs rang skyong khul 海北藏族自治州 Hǎiběi Zàngzú zìzhìzhōu 33.350 km² 265.322 Einwohner                                                 | Kreis Gangca                         | རྐང་ཚ་རྫོང།                 | rkang tsha rdzong                         | 刚察县             | Gāngchá Xiàn                   |
| Autonomer Bezirk Haibei der Tibeter མཚོ་བྱང་བོད་རིགས་རང་སྐྱོང་ཁུལ། mtsho byang bod rigs rang skyong khul 海北藏族自治州 Hǎiběi Zàngzú zìzhìzhōu 33.350 km² 265.322 Einwohner                                                 | Autonomer Kreis Menyuan der Hui      | མོང་ཡོན་ཧུའེ་རིགས་ རང་སྐྱོང་རྫོང།  | mong yon hu'e rigs rang skyong rdzong     | 门源回族自治县     | Ményuán Huízú Zìzhìxiàn        |
| Autonomer Bezirk Haixi der Mongolen und Tibeter མཚོ་ནུབ་སོག་རིགས་ཆ་བོད་རིགས་རང་སྐྱོང་ཁུལ། mtsho nub sog rigs dang bod rigs rang skyong khul 海西蒙古族藏族自治州 Hǎixī Měnggǔzú Zàngzú Zìzhìzhōu 300.855 km² 468.216 Einwohner | Stadt Delhi                          | གཏེར་ལེན་ཁ།                | gter len kha                              | 德令哈市           | Délìnghā Shì                   |
| Autonomer Bezirk Haixi der Mongolen und Tibeter མཚོ་ནུབ་སོག་རིགས་ཆ་བོད་རིགས་རང་སྐྱོང་ཁུལ། mtsho nub sog rigs dang bod rigs rang skyong khul 海西蒙古族藏族自治州 Hǎixī Měnggǔzú Zàngzú Zìzhìzhōu 300.855 km² 468.216 Einwohner | Stadt Golmud                         | གོར་མོ།                    | gor mo                                    | 格尔木市           | Gé’ěrmù Shì                    |
| Autonomer Bezirk Haixi der Mongolen und Tibeter མཚོ་ནུབ་སོག་རིགས་ཆ་བོད་རིགས་རང་སྐྱོང་ཁུལ། mtsho nub sog rigs dang bod rigs rang skyong khul 海西蒙古族藏族自治州 Hǎixī Měnggǔzú Zàngzú Zìzhìzhōu 300.855 km² 468.216 Einwohner | Kreis Ulan                           | ཝུ་ལཱན་རྫོང།                 | wu lān rdzong                             | 乌兰县             | Wūlán Xiàn                     |
| Autonomer Bezirk Haixi der Mongolen und Tibeter མཚོ་ནུབ་སོག་རིགས་ཆ་བོད་རིགས་རང་སྐྱོང་ཁུལ། mtsho nub sog rigs dang bod rigs rang skyong khul 海西蒙古族藏族自治州 Hǎixī Měnggǔzú Zàngzú Zìzhìzhōu 300.855 km² 468.216 Einwohner | Kreis Dulan                          | ཏུའུ་ལན་རྫོང། པཎ་ཆེན་ཞིང་སྡེ་རྫོང། | tu’u lan rdzong paNa chen zhing sde dzong | 都兰县             | Dūlán Xiàn                     |
| Autonomer Bezirk Haixi der Mongolen und Tibeter མཚོ་ནུབ་སོག་རིགས་ཆ་བོད་རིགས་རང་སྐྱོང་ཁུལ། mtsho nub sog rigs dang bod rigs rang skyong khul 海西蒙古族藏族自治州 Hǎixī Měnggǔzú Zàngzú Zìzhìzhōu 300.855 km² 468.216 Einwohner | Kreis Têmqên                         | ཐེམ་ཆེན་རྫོང།                | them chen rdzong                          | 天峻县             | Tiānjùn Xiàn                   |
| Autonomer Bezirk Haixi der Mongolen und Tibeter མཚོ་ནུབ་སོག་རིགས་ཆ་བོད་རིགས་རང་སྐྱོང་ཁུལ། mtsho nub sog rigs dang bod rigs rang skyong khul 海西蒙古族藏族自治州 Hǎixī Měnggǔzú Zàngzú Zìzhìzhōu 300.855 km² 468.216 Einwohner | Verwaltungskomitee Lenghu            | ལེང་ཧུའུ།                   | leng hu’u                                 | 冷湖行政委员会     | Lěnghú Xíngzhèng Wěiyuánhuì    |
| Autonomer Bezirk Haixi der Mongolen und Tibeter མཚོ་ནུབ་སོག་རིགས་ཆ་བོད་རིགས་རང་སྐྱོང་ཁུལ། mtsho nub sog rigs dang bod rigs rang skyong khul 海西蒙古族藏族自治州 Hǎixī Měnggǔzú Zàngzú Zìzhìzhōu 300.855 km² 468.216 Einwohner | Verwaltungskomitee Da Qaidam         | ཚྭ་འདམ་ཆེན།                | tshwa ’dam chen                           | 大柴旦行政委员会   | Dàcháidàn Xíngzhèng Wěiyuánhuì |
| Autonomer Bezirk Haixi der Mongolen und Tibeter མཚོ་ནུབ་སོག་རིགས་ཆ་བོད་རིགས་རང་སྐྱོང་ཁུལ། mtsho nub sog rigs dang bod rigs rang skyong khul 海西蒙古族藏族自治州 Hǎixī Měnggǔzú Zàngzú Zìzhìzhōu 300.855 km² 468.216 Einwohner | Verwaltungskomitee Mangnai           | མང་ནའེ།                   | mang na’e                                 | 茫崖行政委员会     | Mángyá Xíngzhèng Wěiyuánhuì    |
| Autonomer Bezirk Hainan der Tibeter མཚོ་ལྷོ་བོད་རིགས་རང་སྐྱོང་ཁུལ། mtsho lho bod rigs rang skyong khul 海南藏族自治州 Hǎinán Zàngzú zìzhìzhōu 43.377 km² 446.996 Einwohner                                                    | Kreis Gonghe                         | ཆབ་ཆ་རྫོང།                 | chab cha rdzong                           | 共和县             | Gònghé Xiàn                    |
| Autonomer Bezirk Hainan der Tibeter མཚོ་ལྷོ་བོད་རིགས་རང་སྐྱོང་ཁུལ། mtsho lho bod rigs rang skyong khul 海南藏族自治州 Hǎinán Zàngzú zìzhìzhōu 43.377 km² 446.996 Einwohner                                                    | Kreis Tongde                         | གད་པ་སུམ་མདོ་རྫོང།           | gad pa sum mdo rdzong                     | 同德县             | Tongdé Xiàn                    |
| Autonomer Bezirk Hainan der Tibeter མཚོ་ལྷོ་བོད་རིགས་རང་སྐྱོང་ཁུལ། mtsho lho bod rigs rang skyong khul 海南藏族自治州 Hǎinán Zàngzú zìzhìzhōu 43.377 km² 446.996 Einwohner                                                    | Kreis Guide                          | ཁྲི་ག་རྫོང།                  | khri ga rdzong                            | 贵德县             | Guìdé Xiàn                     |
| Autonomer Bezirk Hainan der Tibeter མཚོ་ལྷོ་བོད་རིགས་རང་སྐྱོང་ཁུལ། mtsho lho bod rigs rang skyong khul 海南藏族自治州 Hǎinán Zàngzú zìzhìzhōu 43.377 km² 446.996 Einwohner                                                    | Kreis Xinghai                        | རྩི་གོར་ཐང་རྫོང།              | tsi gor thang rdzong                      | 兴海县             | Xìnghǎi Xiàn                   |
| Autonomer Bezirk Hainan der Tibeter མཚོ་ལྷོ་བོད་རིགས་རང་སྐྱོང་ཁུལ། mtsho lho bod rigs rang skyong khul 海南藏族自治州 Hǎinán Zàngzú zìzhìzhōu 43.377 km² 446.996 Einwohner                                                    | Kreis Guinan                         | མང་ར་རྫོང།                 | mang ra rdzong                            | 贵南县             | Guìnán Xiàn                    |
| Autonomer Bezirk Huangnan der Tibeter རྨ་ལྷོ་བོད་རིགས་རང་སྐྱོང་ཁུལ། rma lho bod rigs rang skyong khul 黄南藏族自治州 Huángnán Zàngzú Zìzhìzhōu 17.909 km² 276.215 Einwohner                                                   | Kreis Tongren                        | རེབ་གོང་རྫོང།                | reb gong rdzong                           | 同仁县             | Tóngrén Xiàn                   |
| Autonomer Bezirk Huangnan der Tibeter རྨ་ལྷོ་བོད་རིགས་རང་སྐྱོང་ཁུལ། rma lho bod rigs rang skyong khul 黄南藏族自治州 Huángnán Zàngzú Zìzhìzhōu 17.909 km² 276.215 Einwohner                                                   | Kreis Jainca                         | གཅན་ཚ་རྫོང།                | gcan tsha rdzong                          | 尖扎县             | Jiānzā Xiàn                    |
| Autonomer Bezirk Huangnan der Tibeter རྨ་ལྷོ་བོད་རིགས་རང་སྐྱོང་ཁུལ། rma lho bod rigs rang skyong khul 黄南藏族自治州 Huángnán Zàngzú Zìzhìzhōu 17.909 km² 276.215 Einwohner                                                   | Kreis Zêkog                          | རྩེ་ཁོག་རྫོང།                 | rtse khog rdzong                          | 泽库县             | Zékù Xiàn                      |
| Autonomer Bezirk Huangnan der Tibeter རྨ་ལྷོ་བོད་རིགས་རང་སྐྱོང་ཁུལ། rma lho bod rigs rang skyong khul 黄南藏族自治州 Huángnán Zàngzú Zìzhìzhōu 17.909 km² 276.215 Einwohner                                                   | Autonomer Kreis Henan der Mongolen   | ཡུལ་རྒན་ཉིན།                | yul rgan nyin                             | 河南蒙古族自治县   | Hénán Měnggǔzú Zìzhìxiàn       |
| Autonomer Bezirk Golog der Tibeter མགོ་ལོག་བོད་རིགས་རང་སྐྱོང་ཁུལ། mgo log bod rigs rang skyong khul 果洛藏族自治州 Guǒluò Zàngzú zìzhìzhōu 76.442 km² 215.573 Einwohner                                                      | Kreis Maqên                          | རྨ་ཆེན་རྫོང།                 | rma chen rdzong                           | 玛沁县             | Mǎqìn Xiàn                     |
| Autonomer Bezirk Golog der Tibeter མགོ་ལོག་བོད་རིགས་རང་སྐྱོང་ཁུལ། mgo log bod rigs rang skyong khul 果洛藏族自治州 Guǒluò Zàngzú zìzhìzhōu 76.442 km² 215.573 Einwohner                                                      | Kreis Baima                          | པད་མ་རྫོང།                 | pad ma rdzong                             | 班玛县             | Bānmǎ Xiàn                     |
| Autonomer Bezirk Golog der Tibeter མགོ་ལོག་བོད་རིགས་རང་སྐྱོང་ཁུལ། mgo log bod rigs rang skyong khul 果洛藏族自治州 Guǒluò Zàngzú zìzhìzhōu 76.442 km² 215.573 Einwohner                                                      | Kreis Gadê                           | དགའ་བདེ་རྫོང།               | dga’ bde rdzong                           | 甘德县             | Gāndé Xiàn                     |
| Autonomer Bezirk Golog der Tibeter མགོ་ལོག་བོད་རིགས་རང་སྐྱོང་ཁུལ། mgo log bod rigs rang skyong khul 果洛藏族自治州 Guǒluò Zàngzú zìzhìzhōu 76.442 km² 215.573 Einwohner                                                      | Kreis Darlêg                         | དར་ལག་རྫོང།                | dar lag rdzong                            | 达日县             | Dárì Xiàn                      |
| Autonomer Bezirk Golog der Tibeter མགོ་ལོག་བོད་རིགས་རང་སྐྱོང་ཁུལ། mgo log bod rigs rang skyong khul 果洛藏族自治州 Guǒluò Zàngzú zìzhìzhōu 76.442 km² 215.573 Einwohner                                                      | Kreis Jigzhi                         | གཅིག་སྒྲིལ་རྫོང།               | gcig sgril rdzong                         | 久治县             | Jiǔzhì Xiàn                    |
| Autonomer Bezirk Golog der Tibeter མགོ་ལོག་བོད་རིགས་རང་སྐྱོང་ཁུལ། mgo log bod rigs rang skyong khul 果洛藏族自治州 Guǒluò Zàngzú zìzhìzhōu 76.442 km² 215.573 Einwohner                                                      | Kreis Madoi                          | རྨ་སྟོད་རྫོང།                 | rma stod rdzong                           | 玛多县             | Mǎduō Xiàn                     |
| Autonomer Bezirk Yushu der Tibeter ཡུས་ཧྲུའུ་བོད་རིགས་རང་སྐྱོང་ཁུལ། yus hru’u bod rigs rang skyong khul 玉树藏族自治州 Yùshù Zàngzú zìzhìzhōu 197.954 km² 425.199 Einwohner                                                    | Stadt Yushu                          | སྐྱེ་རྒུ་མདོ་རྫོང།               | skye rgu mdo rdzong                       | 玉树市             | Yùshù Shì                      |
| Autonomer Bezirk Yushu der Tibeter ཡུས་ཧྲུའུ་བོད་རིགས་རང་སྐྱོང་ཁུལ། yus hru’u bod rigs rang skyong khul 玉树藏族自治州 Yùshù Zàngzú zìzhìzhōu 197.954 km² 425.199 Einwohner                                                    | Kreis Zadoi                          | རྫ་སྟོད་རྫོང།                 | rdza stod rdzong                          | 杂多县             | Záduō Xiàn                     |
| Autonomer Bezirk Yushu der Tibeter ཡུས་ཧྲུའུ་བོད་རིགས་རང་སྐྱོང་ཁུལ། yus hru’u bod rigs rang skyong khul 玉树藏族自治州 Yùshù Zàngzú zìzhìzhōu 197.954 km² 425.199 Einwohner                                                    | Kreis Chidu                          | ཁྲི་འདུ་རྫོང།                 | khri ’du rdzong                           | 称多县             | Chènduō Xiàn                   |
| Autonomer Bezirk Yushu der Tibeter ཡུས་ཧྲུའུ་བོད་རིགས་རང་སྐྱོང་ཁུལ། yus hru’u bod rigs rang skyong khul 玉树藏族自治州 Yùshù Zàngzú zìzhìzhōu 197.954 km² 425.199 Einwohner                                                    | Kreis Zhidoi                         | འབྲི་སྟོད་རྫོང།                | ’bri stod rdzong                          | 治多县             | Zhìduō Xiàn                    |
| Autonomer Bezirk Yushu der Tibeter ཡུས་ཧྲུའུ་བོད་རིགས་རང་སྐྱོང་ཁུལ། yus hru’u bod rigs rang skyong khul 玉树藏族自治州 Yùshù Zàngzú zìzhìzhōu 197.954 km² 425.199 Einwohner                                                    | Kreis Nangqên                        | ནང་ཆེན་རྫོང།                | nang chen rdzong                          | 囊谦县             | Nángqiān Xiàn                  |
| Autonomer Bezirk Yushu der Tibeter ཡུས་ཧྲུའུ་བོད་རིགས་རང་སྐྱོང་ཁུལ། yus hru’u bod rigs rang skyong khul 玉树藏族自治州 Yùshù Zàngzú zìzhìzhōu 197.954 km² 425.199 Einwohner                                                    | Kreis Qumarlêb                       | ཆུ་དམར་ལེབ་རྫོང།             | chu dmar leb rdzong                       | 曲麻莱县           | Qǔmálái Xiàn                   |

### Größte Städte
Die fünf größten Städte der Provinz mit Einwohnerzahlen der eigentlichen städtischen Siedlung auf dem Stand der Volkszählung 2020 sind die folgenden:
| Rang | Stadt   | Chinesischer Name | Bezirksebene               | Einwohnerzahl |
| 1    | Xining  | 西宁              | Bezirksfreie Stadt Xining  | 1.677.177     |
| 2    | Datong  | 大通              | Bezirksfreie Stadt Xining  | 205.729       |
| 3    | Ge'ermu | 格尔木            | Autonomer Bezirk Haixi     | 197.153       |
| 4    | Minhe   | 民和              | Bezirksfreie Stadt Haidong | 131.715       |
| 5    | Ledu    | 乐都              | Bezirksfreie Stadt Haidong | 125.048       |

## Bevölkerung
Bei der Volkszählung 2020 hatte Qinghai 5.923.957 ständige Einwohner. Seit der vorangegangenen Volkszählung 2010 nahm die Bevölkerung um 297.235 Personen zu (+5,28 %).
| Jahr | Einwohner |
| ---- | --------- |
| 1954 | 1.676.534 |
| 1964 | 2.145.604 |
| 1982 | 3.895.706 |
| 1990 | 4.456.952 |
| 2000 | 4.822.963 |
| 2010 | 5.626.723 |
| 2020 | 5.923.957 |

### Ethnien
Im Jahr 2020 gehörten 2.993.534 Personen (50,53 %) zu den Han und 2.930.423 Personen (49,47 %) zu nationalen Minderheiten. Im Vergleich zur Volkszählung 2010 wuchs die Han-Bevölkerung um 10.018 Personen (+0,34 %) und die Bevölkerung verschiedener ethnischer Minderheiten wuchs um 287.217 Personen (+10,87 %).
Der gebirgige Westen wird von Nomaden bevölkert. Gut die Hälfte der Bevölkerung besteht aus Han (50,5 %), der Rest sind Tibeter (25,5 %), Hui (16 %), Tu (4 %), Mongolen (1,7 %), Tujia (0,2 %) sowie viele kleinere andere Ethnien (darunter u. a. Mandschu, Yi, Salar und Dongxiang). Die tibetische Dialekte sprechenden Volksgruppen nennen sich allerdings nicht Böpa (bod pa), wie der tibetische Begriff für Tibeter lautet, sondern Amdowa (a mdo pa) und Khampa (khams pa).

### Religionen
Die meisten Tu und viele Mongolen sind wie die Tibeter lamaistische Buddhisten. Hui, Salar und Dongxiang sind überwiegend Muslime.

## Wirtschaft
Unter Tibetern und Mongolen ist nach wie vor die Wanderviehwirtschaft (Yaks, Schafe, Kaschmirziege, Pferde) auf dem Tibet-Qinghai-Plateau, der Hochebene, die im Süden bis nach Tibet reicht, vorherrschend. Im Nordosten der Provinz dominiert die sesshafte Landwirtschaft, insbesondere bei den islamischen Völkern Qinghais (Hui, Dongxiang, Salar), z. T. aber auch bei den tibetisch-buddhistischen Tu (Mongour). Landwirtschaft ist bis zu einer Höhe von 3200 Metern möglich.

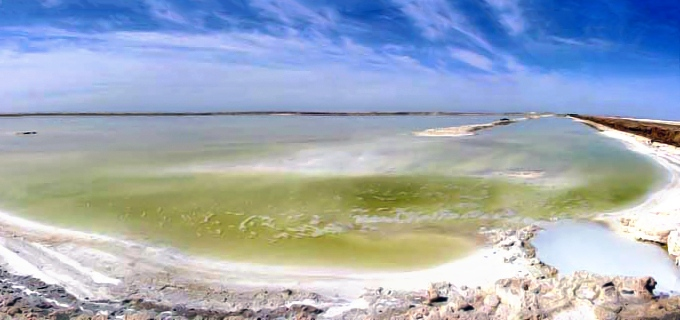
Großer Salzsee im Qaidam-Becken

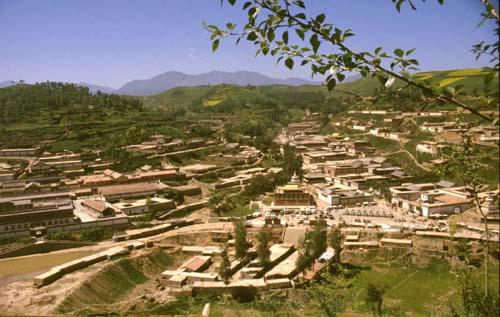
Das tibetische Kumbum-Kloster nahe Xining

Aufgrund seiner geringen Bevölkerungsdichte und geografischen Abgelegenheit ist die Wirtschaft von Qinghai im gesamtchinesischen Vergleich wenig entwickelt und konzentriert sich bisher auf wenig exportorientierte Sektoren der Schwerindustrie wie Kohlebergbau und Massenstahlerzeugung.

## Sport
Im Jahr 2009 fanden in Xining, der Hauptstadt Qinghais, die Kletterweltmeisterschaften statt. 219 Athleten aus 44 Nationen nahmen teil.

## Folklore
In Qinghai und den benachbarten Provinzen Ningxia und Gansu wird die Tradition der Hua’er-Volkslieder (Blumenlieder) gepflegt. Es gibt eine Vielzahl populärer Melodien; die Texte werden häufig improvisiert und behandeln alle Themen des Lebens. Ein Schwerpunkt liegt auf der Liebe, aber auch Themen des modernen Lebens werden in dieser lebendigen Tradition besungen. Neben spontanem Gesang bei der Arbeit und in der Freizeit werden auch Hua’er-Treffen organisiert. Das größte findet im Sommer mit hunderttausenden Besuchern statt.
2009 wurde Hua’er von der UNESCO in die Repräsentative Liste des immateriellen Kulturerbes der Menschheit aufgenommen.

## Die Provinz als Namensgeber
Der am 3. November 1977 entdeckte Asteroid (2255) Qinghai trägt seit 1981 den Namen der Provinz.